# Laguna de Yaguarcocha
Laguna de Yaguarcocha är en sjö i Ecuador.   Den ligger i provinsen Imbabura, i den norra delen av landet, 80 km nordost om huvudstaden Quito. Laguna de Yaguarcocha ligger 2 189 meter över havet. Arean är 2,4 kvadratkilometer. Trakten runt Laguna de Yaguarcocha består i huvudsak av gräsmarker. Den sträcker sig 1,9 kilometer i nord-sydlig riktning, och 2,2 kilometer i öst-västlig riktning.